# Страшновский
Страшновский — упразднённый посёлок, существовавший в XX веке на территории Дмитровского района Орловской области. Входил в состав Горбуновского сельсовета.

## Географическое положение
Располагался в 4,7 км к югу от Дмитровска, недалеко от истока ручья Страшновского, притока Общерицы. Ближайший, ныне существующий населённый пункт — деревня Вертякино, располагается в 3 км к северо-западу от места, где находился посёлок.

## История
В 1926 году в посёлке было 15 дворов, проживало 102 человека (49 мужского пола и 53 женского). В то время Страшновский входил в состав Горбуновского сельсовета Лубянской волости Дмитровского уезда. В 1937 году в посёлке было 26 дворов. Во время Великой Отечественной войны, в октябре 1941 года, Страшновский оказался в зоне оккупации. Освобождён Красной армией в августе 1943 года. Советские воины, павшие в бою за посёлок, после войны были перезахоронены в братской могиле в деревне Горбуновке. В 1965 году ещё значился в справочнике по административно-территориальному делению Орловской области. Упразднён 18 мая 1978 года.

## Население
| 102 |